# 沃爾納特鎮區 (堪薩斯州波旁縣)
沃爾納特鎮區（英語：Walnut Township）為位在美國堪薩斯州波旁縣的鎮區。2010年美国人口普查中該鎮區人口有127人。

## 地理
沃爾納特鎮區涵蓋面積154.09平方（59.49平方英里），境內無城市設立。

### 墓園
根據美國地質調查局的資料，此鎮區擁有1座墓園：
- 羅斯代爾墓園（Rosedale Cemetery）

### 溪流
通過此鎮區的溪流有：
- 奧爾溪（Owl Creek）
- 普朗溪（Prong Creek）

## 人口統計
根據2010年美國人口普查，沃爾納特鎮區人口有127人，人口密度為0.82人/平方公里。此鎮區居民之種族有99.21%為白人；0%為非裔美洲人；0%為美洲原住民；0%為亞洲人；0%為太平洋島民；0%為其他種族；另外有0.79%為混血種族。而西班牙裔或拉丁裔美洲人佔此鎮區人口的0.79%。

## 外部連結
- City-Data.com （页面存档备份，存于）
- Bourbon County Maps: Current （页面存档备份，存于）, Historic Collection （页面存档备份，存于）